# Stefano Lucchini
Stefano Lucchini (n. 2 de octubre de 1980 en Codogno, Italia) es un exfutbolista italiano que jugó de defensor y su último equipo fue el Cremonese.

## Inicios
Lucchini inició su carrera profesional en el Cremonese, donde jugó 3 partidos en la temporada 1998-99 de la Serie B y 31 juegos en la Serie C1 en la temporada 1999–2000.
Luego de la temporada 1999–2000, firmó por el Ternana de la Serie B, donde jugó 43 partidos.

## Serie A
Firmó por el Empoli de la Serie A en el verano de 2002, equipo con el cual debutó en la máxima división italiana el 3 de noviembre de 2002 contra el S.S. Lazio.
Jugó para el Empoli durante cinco temporadas, siguiendo en el club incluso cuando perdieron la categoría en la Temporada 2004–2005, así como cuando regresaron a la Serie A en el verano de 2005. En la Serie A ayudó al equipo a alcanzar un sorprendente 7.º lugar en la temporada
2005-2006, otorgándole el club un lugar en la Primera ronda de la Copa de la UEFA.
Lucchini firmó un acuerdo pre-contractual con la Sampdoria en marzo de 2007, motivo por el cual se mudó a Génova luego que terminara su contrato con el Empoli. Haciendo pareja con Daniele Gastaldello, finalizaron en el 4.º lugar de la temporada 2009–10 de la Serie A. Durante la temporada 2010-11 tuvo que rotar con Massimo Volta, tomando en cuenta que Volta inició en 5 de los 6 partidos que jugaron en la temporada 2010-11 de la Copa de la UEFA.
Luego de una lesión en marzo de 2011 en un partido contra el Cesena, descansó por 2 partidos (13 y 20 de marzo), a pesar de que ya estaba recuperado desde el 18 de marzo.
El 13 de julio de 2011 Lucchini dejó la Sampdoria por el Atalanta recién ascendido a la Serie A, equipo por el cual sigue jugando actualmente.

## Trayectoria
| Club      | País   | Año         | Partidos (Goles) |
| --------- | ------ | ----------- | ---------------- |
| Cremonese | Italia | 1998 - 2000 | 34 (1)           |
| Ternana   | Italia | 2000 - 2002 | 43 (2)           |
| Empoli    | Italia | 2002 - 2007 | 126 (2)          |
| Sampdoria | Italia | 2007 - 2011 | 106 (0)          |
| Atalanta  | Italia | 2011 - 2014 | 71 (1)           |
| AC Cesena | Italia | 2014 - 2016 | 50 (1)           |
| Cremonese | Italia | 2016 -      | 0 (0)            |

## Carrera internacional
Fue parte del equipo que perdió en las semifinales Eurocopa Sub-21 del año 2002. Dado su buen desempeño en la temporada 2009–10 con la Sampdoria, recibió su primera convocatoria a la Selección de fútbol de Italia en el mes de agosto, en el primer partido que fueran dirigidos por Cesare Prandelli. Sin embargo, luego de ese partido no fue convocado nuevamente.